# Зарадвинье
Зарадвинье (бел. Зарадзвінне) — посёлок в Утевском сельсовете Добрушского района Гомельской области Белоруссии.

## География
В 30 км на юг от районного центра Добруш, в 38 км от Гомеля, в 4 км от железнодорожной станции Тереховка, расположенной на линии Гомель — Бахмач.

## Транспортная система
Транспортная связь по просёлочной дороге, затем по автодороге Тереховка — Гомель.
В деревне 37 жилых домов (2004 год). Планировка состоит из прямолинейной улицы, с широтной ориентацией. Застройка деревянными домами усадебного типа.

## История
Основана переселенцами с соседних деревень во 2-й половине XIX века и находилась в составе Гомельского повета Могилёвской губернии. В 1926 году действовало почтовое отделение. В Утевском сельсовете Краснобудского района Гомельского округа, с 20 февраля 1938 года Гомельской области.
В 1930 году организован колхоз.
Во время Великой Отечественной войны на фронтах погибли 10 жителей деревни.
В 1959 году деревня входила в колхоз «Путь к коммунизму» с центром в деревне Уть.

## Население

### Численность
- 2004 год — 37 дворов, 69 жителей

### Динамика
- 1926 год — 44 двора, 236 жителей
- 1959 год — 313 жителей (согласно переписи)
- 2004 год — 37 дворов, 69 жителей